# Warsaw Holiday
Warsaw Holiday är Andi Almqvists fjärde studioalbum, utgivet på skivbolaget Rootsy 2013. 

## Låtlista
Alla låtar är skrivna av Andi Almqvist.
1. "Wormwood"
2. "No"
3. "Oh La La"
4. "Pornography"
5. "Kinski"
6. "In The Land Of Slumber"
7. "Happy End"
8. "Warsaw Holiday"
9. "Oh La La (Love Is Dead)"
10. "Insomnia"
11. "No More Songs For You"

## Mottagande
Skivan fick ett mycket gott mottagande och snittar på 4,1/5 på Kritiker.se, baserat på sju recensioner.